# Emil Dittmar

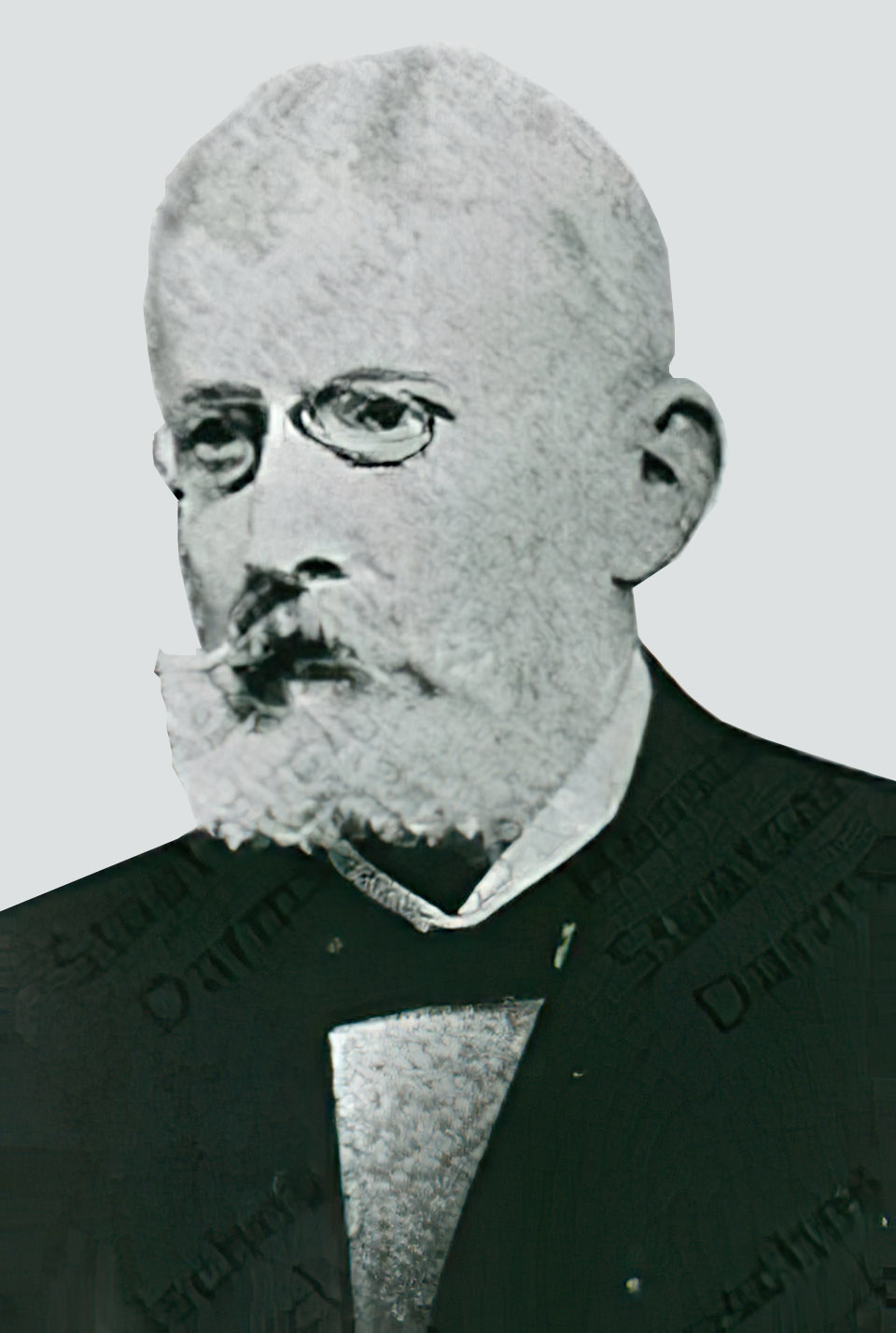
Emil Dittmar

Emil Gerhard Dittmar (* 9. Juli 1842 in Lampertheim; † 15. Juli 1906 in Mainz) war Justizminister in der Regierung des Großherzogtums Hessen.

## Familie
Der Vater, Karl Dittmar (1803–1854), war der evangelische Pfarrvikar von Lampertheim, die Mutter, Katharina Luise Braumann (1809–1896) stammte aus Bieber. Dittmar entsprang damit dem Lampertheimer Zweig des hessischen Pfarrer- und Beamtengeschlechts Dittmar.
Emil Dittmar heiratete 1873 in Oppenheim Lina Fitting (1854–1934), Tochter des großherzoglich hessischen Obergerichtsrates Hermann Fitting und dessen Frau Karoline, geborene Schneider. Dieser Ehe entstammte Gustav Dittmar (1884–1939). Er wurde später Polizeidirektor von Darmstadt.
Der ältere Bruder von Emil Dittmar, Gustav Dittmar, war Abgeordneter der Landständen des Großherzogtums Hessen. Ebenfalls ist er mit der Frauenrechtlerin, Frühsozialistin und Philosophin des Vormärz, Louise Dittmar, verwandt gewesen.

## Karriere
Emil Dittmar besuchte die Gymnasien in Worms und Gießen, wo er auch ab 1860 zunächst Forstwissenschaft und ab 1862 Rechtswissenschaft studierte. Das Studium schloss er 1864 mit der Fakultätsprüfung und der Promotion ab. Während seines Studiums wurde er 1860 Mitglied der Burschenschaft Germania Gießen.

Nach dem Staatsexamen 1867 arbeitete er als juristischer Beirat bei der Oberhessischen Eisenbahn-Gesellschaft. 1870 bis 1888 war er Advokat am Hofgericht Gießen und nach der Reichsjustizreform 1879 Rechtsanwalt am Landgericht Gießen. Zum 15. Mai 1888 wechselte er als Ministerialrat zum Ministerium des Innern und der Justiz nach Darmstadt, gab seine Zulassung als Rechtsanwalt in Gießen auf und wurde 1889 auch Mitglied der Prüfungskommission für das Justiz- und Verwaltungsfach. Im Ministerium gehörte er der Arbeitsgruppe unter dem Vorsitz von Ludwig Hallwachs an, die den Übergang zum reichseinheitlichen Zivilrecht vorbereitete. Emil Dittmar betreute hier vor allem die Rechtslagen der rechtsrheinischen Gebiete des Großherzogtums.
Ab 1890 war er Mitglied der zweiten Redaktionskommission des BGB in Berlin, die ein einheitliches, im ganzen Deutschen Reich geltendes Zivilrecht ausarbeitete, das dann auch am 1. Januar 1900 als Bürgerliches Gesetzbuch (BGB) in Kraft trat.
1895 wurde er vom Großherzogtum Hessen als stellvertretender Bevollmächtigter in den Bundesrat entsandt. Vom Bundesrat wiederum wurde er zum Kommissar des Reichskanzlers für die parlamentarischen Verhandlungen über den BGB-Entwurf gewählt. Nachdem dies abgeschlossen war, kehrte er 1898 nach Hessen ins Ministerium des Innern und für Justiz zurück, wo er in Nachfolge von Hallwachs Ministerialdirektor und Vorstand der Abteilung wurde, die die Justizangelegenheiten betreute. Diese wurde 1898 als Justizministerium wieder aus dem Innenministerium ausgegliedert und verselbständigt. Emil Dittmar wurde erster Justizminister dieses wieder selbständigen Ministeriums, zunächst mit dem Titel eines „Präsidenten“. Aber noch 1898 erhielt er dann auch den Titel „Minister“. In seiner Amtszeit war ein Schwerpunkt, die im Großherzogtum in sehr kleinräumigen Gebieten geltenden, etwa 15 unterschiedlichen Zivilrechte sowie andere Rechtsmaterien, die reichsrechtlich vereinheitlicht wurden, mit hessischen Umsetzungsgesetzen anzupassen. Dazu zählten neben dem BGB das Gesetz über die Angelegenheiten der freiwilligen Gerichtsbarkeit (FGG), das Gesetz über die Zwangsversteigerung und die Zwangsverwaltung (ZVG) und die Grundbuchordnung (GBO). Darüber hinaus wurde das Anlegen der Grundbücher vorangetrieben, eine Gebührenordnung für Notare und ein neues Feld- und Forststrafrecht eingeführt. Emil Dittmar blieb bis 1905 Minister, als er sich aus gesundheitlichen Gründen pensionieren ließ.

## Ehrungen
- 1890 Verleihung des Ritterkreuzes I. Klasse des Verdienstordens Philipps des Großmütigen[11]
- 1893 Verleihung des Komturkreuzes II. Klasse des Verdienstordens Philipps des Großmütigen[12]
- 1896 Preußischer Kronenorden II. Klasse mit dem Stern[13]
- 1896 Geheimrat[14]
- 1903 Preußischer Kronenorden I. Klasse[15]
- 1905 Großkreuz des Verdienstordens Philipps des Großmütigen[16]